# Ramsayornis
Genre
Synonymes
- Ryanornis A.J. Campbell, 1919[2]

Ramsayornis est un genre d'oiseaux de la famille des Meliphagidae.

## Liste des espèces
Selon la classification de référence du Congrès ornithologique international (version 6.4, 2016) :
- Ramsayornis fasciatus (Gould, 1843)
- Ramsayornis modestus (Gray, GR, 1858)